# Manis culionensis
Manis culionensis (лат.) — вид панголинов. Эндемик Филиппин.
Ранее часто рассматривался как подвид яванского панголина, с которым его объединяют в подрод Paramanis. Отличается меньшим размером чешуй (и, соответственно, бо́льшим количеством их продольных рядов), большей относительной длиной хвоста и некоторыми признаками костей черепа. Весит обычно от 2,5 до 8 кг.
Преимущественно ночное одиночное животное. Образ жизни наполовину древесный. Питается, как и другие панголины, термитами и муравьями. Взрослый зверь может съесть более 70 миллионов насекомых в год и до 200 000 за один раз.
Обитает в филиппинской провинции Палаван: на острове Палаван (главным образом в северной и центральной части) и соседних островах (Бусуанга, Корон, Кулион, Думаран, возможно, Балабак; интродуцирован на Апулит). Вымирающий вид. Численность уменьшается из-за охоты и уничтожения среды обитания.